# Norske Skog
Norske Skog est une entreprise norvégienne. C'est le second producteur mondial de papier pour les magazines et les journaux.
Le siège social est en Norvège et l'entreprise a des usines dans 13 pays (2006), dont à Golbey dans les Vosges en France, ainsi qu'en Allemagne (Duisbourg), en Autriche (Bruck an der Mur), aux Pays-Bas (Renkum), au Brésil, au Chili, en Chine,  en Thaïlande, en Australie et en Nouvelle-Zélande. 